# Północna szkoła chan
Północna szkoła chan (chiń. 北宗禅, běizōng chán) – szkoła chan wyrosła z linii przekazu mistrza chan Yuquana Shenxiu w VII wieku, jednak była naturalnym przedłużeniem nauczania typowego dla Szkoły Wschodniej Góry. Szkoła ta była tradycją potężną, mającą oparcie w dworze cesarskim. Zaczęła tracić powoli poparcie po ataku na jej doktrynę przez mistrza chan Hezego Shenhuia. Ostatecznie przyczyną upadku szkoły stało się jej związanie z ośrodkami władzy – tradycja ta powoli zaczęła znikać niedługo po powstaniu An Lushana w latach 755–763. Ostatecznie przetrwała do początku X wieku.

## Powstanie terminu
Termin „Północna szkoła chan” powstał w kręgach Szóstego Patriarchy Huinenga, tych, które praktykowały pseudohistoryczną propagandę i wśród których powstała Sutra Szóstego Patriarchy.
Po raz pierwszy termin „Północna szkoła” pojawił się w tekście Putidamo nanzong ding shifei lun (Traktat o definicji prawdy o „Południowej szkole” Bodhidharmy). Praca ta jest transkryptem polemicznego kazania mistrza chan Hezego Shenhuia wygłoszonego w roku 732:
| Kiedy nauczyciel [Shen]xiu żył jeszcze, duchowi aspiranci [w całych] Chinach odnosili się do tych wielkich mistrzów jako „[Hui]nenga z południa i [Shen]xiu z północy”. To było powszechnie wiadome. Takie odniesienia wiodły do [określenia] dwóch szkół z północy i południa. Mistrz dhjany Puji jest w rzeczywistości uczniem [Shenxiu] z Yuquan si. On tak naprawdę nigdy nie udał się do Zhaozhou [aby studiować u Huinenga], a więc jest niedopuszczalne ogłaszanie teraz fałszywie [że jego nauczanie] jest południową szkołą. |

Tak więc pierwszym człowiekiem, który nazwał szkołę Yuquana Shenxiu „szkołą północną” jest Heze Shenhui.
Tymczasem mistrzowie tej szkoły nigdy nie nazywali siebie „północną szkołą”. Jak siebie określali zostało wyraźnie powiedziane w następującym fragmencie tekstu Lengqie renfa zhi (Zapisy wypowiedzi ludzi i nauk Lanki):
| W pierwszym roku okresu dazu [701] mistrz dhjany Shenxiu otrzymał zaproszenie do wschodniej stolicy [[[Luoyang]]u]. [Następnie on] towarzyszył cesarskiemu pojazdowi (...), nawracając [ludzi] w dwóch stolicach i osobiście stając się cesarskim nauczycielem. Wielkiej Mądrości cesarzowa Wu Zetian spytała go: „Czyje nauki przekazujesz?” [On] odparł: „Odziedziczyłem nauki ‘Wschodniej Góry’ z Qizhou (czyli z Huangmei, miejsca położenia klasztoru Hongrena”). Cesarzowa Wu Zetian powiedziała: „W rozważaniu praktykowania Drogi, nauki Wschodniej Góry są niepokonane”. |

Autorem tego tekstu, powstałego prawdopodobnie pomiędzy 708 a 710 rokiem, jest Xuanze, uczeń Hongrena. Tekst ten nie był wydany odrębnie, ale pojawił się w pracy Lengqie shizi ji (Zapisy wypowiedzi nauczycieli i uczniów Lanki), której autorem jest Jingjue, uczeń zarówno Shenxiu, jak i Xuancego. Określenia „nauki Wschodniej Góry” lub „Czyste nauki Wschodniej Góry” pojawiają się w tym tekście jeszcze kilkakrotnie, tak jak w dwu wcześniejszych dokumentach „szkoły północnej”.
Określenie „szkoła północna” miało ewidentnie wydźwięk pejoratywny i używanie go nie stwarza problemów, jeśli będzie używane bezpośrednio w stosunku do Shenxiu i jego następców, a nie do wyobrażenia jakie mamy na temat tej szkoły wyniesionego z tekstów typu Sutry ołtarzowej.

## Nauki szkoły

### Podstawowe teksty szkoły
Za tzw. „północną szkołę chan” uważa się mistrza chan Yuquana Shenxiu (605–706), jego bezpośrednich uczniów oraz linie przekazu tych uczniów. O naukach i religijnej filozofii tej szkoły można się dowiedzieć z trzech tekstów:
- 1. Guanxin lun (Traktat o kontemplacji umysłu). Tekst ten, który dawniej przypisywano Bodhidharmie, ostatecznie okazał się pracą samego Shenxiu. Został najpewniej napisany w trakcie pobytu Shenxiu w klasztorze Yuquan, czyli w ostatniej ćwiartce VII wieku, jest więc starszym od dwu następnych omówionych tu testów. Guanxin lun zawiera zarówno podstawowe nauki Wschodniej Góry, jak i nieco szkicowe poinformowanie o bardziej złożonym religijnym ideale „szkoły północnej”.
- 2. Yuanming lun (Traktat o doskonałym oświeceniu)[3]. Przypisywano go Aśwaghosze, jednak – jak argumentuje John R. McRae[4] – praca ta została najpewniej zestawiona z wykładów Shenxiu lub innego wybitnego mistrza tej szkoły. Ten tekst jest najpełniejszym wyrażeniem nauk „szkoły północnej”.
- 3. Wu fangbian (Pięć właściwych środków). Ten skrócony tytuł odnosi się do grupy rękopisów z Dunhuangu, które zawierają podobny materiał, lecz noszą różne tytuły (np. Wusheng fangbian men). Praca ta w języku angielskim jest złożona z materiału z tych różnorodnych manuskryptów z opuszczaniem partii repetytywnych itp[5].

### Nauki Shenxiu i „szkoły północnej”

#### Ogólne cechy nauczania Shenxiu i „szkoły północnej”
Jego nauczanie było zgodne z własną koncepcją o naukach Wschodniej Góry. Z zaangażowania się tego mistrza (a później i całej szkoły) w nauczanie na dworze imperialnym można wysnuć wniosek, że jego nauczanie musiało podlegać specyficznym rygorom, aby mogło być zaakceptowane przez cesarzową Wu Zetian. Tak więc zewnętrzna warstwa jego nauk nie mogła być w żaden sposób kontrowersyjna; musiała zadowalać cesarzową, nie mogła także być wyzwaniem dla moralnego i ekonomicznego autorytetu imperialnego państwa. Z drugiej strony musiała być także na tyle intelektualnie wyrafinowana i zgodna z wysokimi standardami buddyjskimi, aby zaspokoić intelektualistów na dworze cesarskim. Nauki Shenxiu musiały być także na tyle oryginalne, aby pobudzić prawdziwe nimi zainteresowanie i na swój sposób musiały przewyższać inne idee i teorie, które przedstawiano na dworze w poprzednich latach.
Nauki Shenxiu musiały także być wystarczająco oryginalne, aby zainspirować innych i przyciągnąć ich. Na swój sposób musiały więc być na wyższym poziomie od nauk prezentowanych na dworze w poprzednich latach. Z historycznych zapisów z tego okresu wynika także to, że zarówno sam Shexiu, jak i jego uczniowie otaczali się atmosferą pewnej mistyczności i aurą magiczności (lub przynajmniej ich współcześni tak ich postrzegali). Również jego nauczanie musiało w jakiś sposób wnosić coś do rozwoju chanu jako unikalnego podejścia do praktykowania buddyzmu, całkowicie niezależnego od „doktrynalnego” podejścia wcześniejszych i bardziej konwencjonalnych szkół buddyjskich.
Nauki Shenxiu były ogólnie mówiąc (i nie mogły być inne, co wynika z powyższych uwag):
- konwencjonalne i oryginalne
- ortodoksyjne i ikonoklastyczne
- inspirujące i posiadające wady[6].

#### Użycie metafor
Mimo całej różnorodności i złożoności jego nauczania, zachowywało ono spójność dzięki jednej dydaktycznej technice „szkoły północnej”, czyli szerokiemu użyciu metafor jako „skutecznych środków” (chiń. fangbian). Ta technika jest także nazywana przez współczesnych badaczy „kontemplacyjnymi analizami” (chiń. guanxin shi, jap. kanjin-shaku).
Shenxiu, a po nim i inni mistrzowie tej szkoły (tak jak i nauczyciele innych tradycji buddyjskich), uważali metafory za środek nauczania. Ważną częścią misji „północnej szkoły” było nawracanie nowych członków, co wymagało pisemnych wyjaśnień nauk szkoły. Chociaż niewątpliwie chętnie nawracano tych, którzy mieli minimalną znajomość buddyzmu albo nie mieli jej w ogóle, to jednak najwięcej energii szkoła przeznaczała na przekonanie innych buddystów, że to właśnie „północna szkoła” dysponuje najlepszym i najbardziej autentycznym podejściem do buddyzmu. Wymagało to od tej szkoły powiązania jej doktryny z dawnymi pismami świętymi i udowodnienia, że jej nauki są najwyższymi naukami Buddy. Ponieważ jej przesłanie różniło się tak w literze, jak i w duchu od buddyzmu indyjskiego, mistrzowie tej szkoły nie tylko często cytowali święte pisma buddyzmu (sutry), ale również reinterpretowali je, aby pasowały do ich własnych celów. Zostało to wyrażone wyraźnie w Yuanming lun – sutry nie mogą być błędne, jednak trzeba zrozumieć ich właściwe znaczenie.
Dlatego też metafory używane w „szkole północnej” nie są takie same jak znalezione we wczesnych tekstach buddyjskich. Np. metafory słońca, chmur i lustra nie mają na celu wyjaśniać pewnych aspektów buddyzmu słuchaczowi czy też czytelnikowi, ale ich celem jest głównie przedefiniowanie pewnych elementów tradycyjnej buddyjskiej filozofii w wyrażenie doktryny „północnej szkoły”. Inaczej mówiąc, „północna szkoła” używała metafor aby przemienić cały buddyzm w alegorię praktyki „kontemplowania umysłu”. Tekst Guanxin lun jest przykładem podstawowego wykorzystania metafor w „północnej szkole”.
Zwrot „kontemplacyjne analizy” odnosi się do czasami dziwnych sformułowań używanych w tej szkole. Pochodzi z czterech kryteriów stosowanych do komentowania Sutry lotosu i stworzonych przez samego Zhiyi. „Kontemplacyjne analizy” były czwartą kategorią. Zgodnie z nią powinno się podchodzić do każdej linijki tekstu (sutry) jako funkcji lub składnika „kontemplacji o zasadach Prawdziwych Cech Jednego Umysłu”. Był to więc termin bardzo odpowiedni dla Shenxiu, który musiał wyjaśniać „rozumienie przez chan” różnorodnych świętych pism buddyzmu.

#### Pięć „właściwych środków”
Zostały one wyszczególnione w tekście Wu fangbian. Są nimi:
- Pełne wyjaśnienie istoty stanu Buddy, czyli nauki o transcendencji myśli – Przebudzenie wiary.
- Otwarcie bramy mądrości i przenikliwości, czyli nauki o bezruchu – Sutra Lotosu
- Ujawnienie niepojętej Dharmy – Wimalakirti(nirdeśa) sutra
- Wyjaśnienie prawdziwej natury dharm – Sutra [boga] Siyi
- Naturalnie niepowstrzymana droga wyzwolenia, czyli nauki o zrozumieniu i nierozróżnianiu – Avatamsaka Sutra

Prawdopodobnie był to tekst przeznaczony wyłącznie dla nauczycieli, a nie dla uczniów i stąd wynika jego wprawiająca w konsternację czytelników forma.

#### Myśl Shenxiu i „szkoły północnej”
Jego idee zostały wyrażone przez niego w tekście Guanxin lun. Tekst ten jest bardzo podobny do tekstu przypisywanego Hongrenowi zatytułowanego Xiuxin yaolun. Hongren używa określenia shouxin, czyli „utrzymywania [świadomości] umysłu”, jako ostatecznego buddyjskiego celu, a Shenxiu używa określenia guanxin, czyli „kontemplowania umysłu”, które jest prezentowane przez niego jako „najbardziej istotna dharma do praktykowania, jedyna dharma, która zawiera wszystkie buddyjskie praktyki”. Jednak Shenxiu idzie jeden krok dalej twierdząc, że sukces w guanxin nie jest tylko równoznaczny z osiągnięciem stanu buddy, ale tak naprawdę jest ekwiwalentem wykonania wszystkich praktyk buddyjskich:
| Każda [zasługa] z nieskończonej liczby zasług, różnorodne ozdoby i niezliczone doktryny, będą naturalnie spełnione |

Dwa inne ważne elementy różnią oba teksty. Przede wszystkim praktyka kontemplowania umysłu według Shenxiu powinna być utrzymywana stale, podczas wszystkich aktywności praktykującego. I wreszcie – rzeczywiste osiągnięcie oświecenia wydarza się natychmiastowo.
Podstawowymi cechami nauk szkoły były:
- zdecydowane zajęcie się „brudnymi” i „czystymi” aspektami umysłu
- oddanie się przeniknięciu nieistnienia i niesubstancjalności skażonego umysłu i jego złudzeń
- podkreślenie stałości praktyki
- rozpoznanie nagłości oświecenia
- odrzucenie recytacji świętych tekstów
- odrzucenie wszelkich form powierzchownej religijności
- utrzymywanie wskazań i reguł monastycznych

Problematyką stopniowości, nagłości i doskonałymi naukami zajmuje się tekst Yuanming lun. Ponieważ jest to jedyny tekst wczesnego chanu, który zajmuje się tą problematyką, jest on prekursorskim do problematyki „nagłego” i „stopniowego” u Hezego Shenhuia. Tekst ten także wykazuje pewne związki między doktryną „północnej szkoły” a współczesną myślą religijną, zwłaszcza szkoły huayan, która także zajmowała się tymi trzema nauczaniami w jej panjiao – teorii „doktrynalnych klasyfikacji”.
Mimo częściowego tylko odczytania Yuanming lun (ze względu na uszkodzenia tekstu) udało się odtworzyć cztery główne elementy tych nauk:
- nauki stopniowe, nagłe i doskonałe różnią się. Ci, którzy twierdzą, że są identyczne, nie rozumieją ich.
- nauki stopniowe wydają się być ograniczone do doktryny „anatmana”, zasadniczo idei związanej z hinajaną, którą jej zwolennicy przypisują do mahajany.
- niektórzy ludzie, jak się przypuszcza, wierzą, iż nagłe nauki oparte są na idei, że sfera ludzkiego zmysłowego postrzegania jest produktem fałszywych myśli, a więc gdy ktoś nie ma fałszywych myśli, to usuwa siebie z tej sfery. Traktat ten uważa takie zrozumienie za zbyt łatwe i powierzchowne.
- prawdziwą nagłą nauką jest osiągnięcie „zrozumienia fizycznych cech i istoty umysłu” (chiń. shenxiang xinti). Chociaż zdaje się, że ciało jest tu powierzchownym przejawieniem a umysł jest bardziej podstawową podporą ludzkiego istnienia, to tekst ten odrzuca taką interpretację. Ani umysł, ani ciało nie mogą być naprawdę traktowane jako zależne od drugiego. Oba są niesubstancjalne[10].

#### Medytacja
Chociaż tekst Yuanming lun nie jest zbyt szczegółowy w przedmiocie medytacyjnej praktyki, to jednak opisuje dwa kontrastujące sposoby medytacji: medytację „odwróconą” (chiń. niguan) i medytację „bezpośrednią” (chiń. shunguan).
Medytacja „odwrócona” jest opisana w podobny sposób jak w popularnym w czasie Sześciu Dynastii tekście Chengshi lun (Traktat o zrealizowaniu prawdy). Tekst ten po krytyce za redukcjonistyczną definicję śunjaty („pustości”) właściwie wypadł z obiegu. Polegała ona na rozbiciu fenomenalnej rzeczywistości na coraz mniejsze skupiska cząstek aż do ostatnich najmniejszych z nich, które rozpuszczają się w nicości. Ta metoda była zawsze postrzegana jako niższa od podejścia madhjamiki, czyli użycia dialektycznej metody, która nie była zainteresowana wielkością cząstek czy ich skupiskach, a oparta była na analizie powstawania, transformacji i zanikania cząstek. Argumenty przeciw tej metodzie zostały zaczerpnięte zapewne z pism chińskiej madhjamiki.
Krytyka w tekście Yuanming lun nie jest ograniczona do wspomnianej metody medytacji, ale dotyczy wszystkich tradycyjnych form buddyjskiej medytacji. Ogólnie mówiąc, teoria tradycyjnej buddyjskiej medytacji wymaga od praktykującego śledzenia każdego przedmiotu medytacji aż do jego poszczególnych składników. Ta technika wymagała pewnej ilości analiz dokonywanych przez medytującego oraz ograniczonego poglądu, że „pustość” rzeczywistości może być zrozumiana tylko przez pojęcie jej różnorodności i brak ontologicznej kompletności (integralności) każdego z jej najbardziej podstawowych składników.
Dyskusja o stopniowych naukach, w których doktrynalne różnice normalnie uważane za mahajanistyczne w naturze, są przeniesione do buddyzmu hinajany, ma pewne znaczenie. Tak więc zanalizowanie rzeczywistości do jej części składowych, nieistotne jak małych, ustępuje hinajanistycznemu zrozumieniu (podobnej do wskazanej) analizie Nagaseny z Milindapanhy. Takie pluralistyczne zrozumienie rzeczywistości, bez zastrzeżeń, a nawet wprost, wciąż przyznaje rzeczywiste istnienie składnikom wozu (przykład z Milindapanhy), czyli najdrobniejszym cząsteczkom fenomenalnego istnienia.
Bezpośrednia kontemplacja pozwala na całkowite uniknięcie tego problemu przez odrzucenie jakiejkolwiek sugestii, iż rzeczywistość musi być tak zatomizowana wstępnie przed zrozumieniem. Natomiast niesubstancjalność może być osiągnięta dzięki bardzo prostej analizie ludzkiego poznawczego zachowania, mianowicie – postrzeżenia w rzeczywistości nie pojawiają się w umyśle, kiedy się wydarzają lub nie idą gdzieś, gdy znikają, także sam umysł nie może być przywiązany do jakiegokolwiek położenia, oraz że umysł tak naprawdę nie ma rozróżnień „tego” i „tamtego”. Tekst ten sugeruje w pewnym fragmencie, że uczeń może zrozumieć pustkę czy też niesubstancjalność całej rzeczywistości kontemplując derywacje z przestrzeni nieskończenie drobnych cząstek, które tworzą tę rzeczywistość. Jest jasne, że ta niesubstancjalność fenomenalnej rzeczywistości jest oparta na zasadniczej niesubstancjalności jej składowych dharm, a nie tylko z powodu przejściowej (krótkotrwałej) natury kombinacji tych dharm. Niepotrzebne są zatem wypracowane wyczyny związane z jogiczną koncentracją i mentalne analizy, wystarczy natychmiastowe zrozumienie podstawowej rzeczywistości każdego aspektu normalnego życia praktykującego (co oczywiście także nie jest prostą sprawą).
Zdecydowanie więcej informacji na temat medytacji (przypisywanych Shenxiu) znalazło się w antologii Wschodniej Góry i Północnej Szkoły.
- Shenxiu radzi uczniom zaczynać medytację z zewnętrznymi obiektami koncentracji, czyli zmysłowymi wrażeniami zewnętrznego świata. Shenxiu zapewne założył, iż uczniom brak jest jeszcze odpowiedniego nastawienia i determinacji oraz zauważył dużą rolę graną przez zewnętrzny zmysłowy świat w działaniach nieoświeconego umysłu. Literatura „szkoły północnej” (szczególnie Wufeng bian) obfituje w dualistyczne sformułowania. Shenxiu broni w każdym razie przynajmniej jednego dualizmu – „zewnętrznego” i „wewnętrznego” – opierając się na praktycznej podstawie, iż jego użycie prowadzi do transcendencji podmiotu i przedmiotu.
- Można zauważyć, że nauki Shenxiu o medytacji są stopniowe, ponieważ wymagają pewnego wysiłku i przejścia z zewnętrznych do wewnętrznych obiektów medytacji. Tym niemniej ta stopniowość jest łagodzona przez samą naturę kontemplacji. Zmienia się obiekt medytacji, ale jej cel pozostaje niezmienny. Od samego początku do końca celem jest uchwycenie niesubstancjalności obiektu koncentracji. Nie występują także wstępne ćwiczenia ani nie ma szczególnych instrukcji jak śunjata może być osiągnięta. Tak naprawdę nawet to rozróżnienie pomiędzy zewnętrznymi i wewnętrznymi obiektami koncentracji powinno być usunięte (przynajmniej teoretycznie), gdy przywoła się stanowisko z Yuanming lun wykazujące, że zewnętrzna rzeczywistość jest jedynie manifestacją umysłu. Wyraźny warunek, że kontrkontemplacja reprezentuje formę praktyki, w której nie występuje dychotomia podmiot-przedmiot jest równoznaczny ze stanowiskiem, że w takim stanie medytacyjnym osiąga się kontakt lub utożsamienie z najwyższym, niezróżnicowanym stanem umysłu. Wcześniej konieczne było zakładanie wyraźnego momentu oświecenia, chwili, w której medytujący przekształca siebie przez wymazanie wszelkich złudzeń. Obecnie pierwsze osiągnięcie kontriluminacji już tworzy taki moment.
- Jedyne wyraźne wspomnienie o stopniowym rozwoju odnosi się do momentu po inicjacji kontriluminacji, gdy „natura [Buddy] rozwija się i staje się coraz bardziej jasna i rozległa”. Jest to bardzo ważne stwierdzenie, gdyż łączy pewne fragmenty Yuanming lun, Wufang bian i Lengqie shizi ji. Ten ostatni tekst często używa sformułowania „jasnego i czystego” (chiń. mingjing) stanu umysłu medytującej osoby. Postrzeżenie, iż umysł osoby medytującej staje się coraz bardziej ekspansywny w przestrzennym znaczeniu wyraźnie przypomina odpowiednie fragment z Yuanming lun. Ten tekst nadmienia o wadze przestrzeni jako kreatywnemu substratowi całej rzeczywistości, co sugeruje, że ta kontemplacja roli przestrzeni była częścią medytacyjnej praktyki uczniów[13].

W tekście Wu fangpian autor (autorzy) tekstu zwraca uwagę na konieczność moralnego treningu przed praktyką medytacji. Szkoła północna chan miała bardzo bliskie powiązania z ośrodkami szkoły winai i kilka z jej tekstów poświęcone są obronie ścisłego przestrzegania wskazań. Według Wu fangbian wskazania powinny być utrzymywane bez przekroczeń „nawet w obliczu śmierci”. Czyli szkoła ta broniła utrzymywania wskazań i reguł monastycznych i tym różniła się od instytucjonalnie odrzucającej monastyczne wskazania syczuańskiej szkoły chan „zhongjing”. Szkoła północna nie wpadała przy tym w „oczyszczającą” przesadę. Ceremonia oczyszczająca składała się z zestawu kilku typów ślubowań: czterech wielkich ślubowań, trzech schronień, pięciu zdolności i skruchy za uprzednie przekroczenia i zajmowała do około pół godziny. Szkoła zredefiniowała pojęcie moralności jako środka utrzymującego naturę Buddy przez „nieaktywację” umysłu.
Oprócz siedzenia w pozycji lotosu, uczniowie zajmowali się także – tak jak i we Wschodniej Górze – praktyką nianfo. Quan fabao ji (Roczniki o przekazie skarbu Dharmy) – praca powstała około 712 roku w imieniu członków „szkoły północnej” – krytykuje użycie nianfo przez patriarchów chan. Jednak tekst Guanxin lun szczególnie odrzuca „pustą recytację” imienia Buddy, więc – być może – praktyka ta miała jakieś znaczenie religijne w tej szkole.
Jednym z terminów używanych w tej szkole było „widzenie z oddali”. Uczniowie byli uczeni aby postrzegać wszystkie kierunki w czasie swoich czynności i we wszystkich sytuacjach z nieustającą energią i koncentracją. W szkole tej zajmowano się również ćwiczeniami „poszerzającymi umysł” – szczególnie zajmuje się tym praca Wu fangbian. Czysty umysł, czyli umysł oświecony, jest stanem, w którym oświecenie (chiń. jue) kontroluje umysł („oko czystego umysłu”). Jak powiedział Shenxiu: „W miejscu czystości, postrzegaj czystość”. Owo „czyste miejsce” to sam umysł – „czysty umysł”. Umysł, który „postrzega z oddali” jest zasadniczo fundamentalnym umysłem, który jest równoznaczny z naturą Buddy – wrodzonym oświeceniem. Chociaż to, co jest widziane, jest całą rzeczywistością, praktykujący nie widzi w ogóle żadnych obiektów. W jednym z dialogów mistrza z uczniem jest to powiedziane wyraźnie – uczeń nie widzi „nawet jednej rzeczy”. Jasne jest, że chodzi tu o widzenie bez rozróżniania, tak jak działa w świecie bodhisattwa – bez konceptualizacji rzeczywistości własnego istnienia lub jego wysiłków w pomocy przy wybawieniu. Źródłem tego jest doktryna śunjaty (pustości), która jest podstawą praktyki bodhisattwy, jak to zostało wyrażone w Diamentowej sutrze: „Wszystko to, co posiada cechy, jest całkowicie fałszywe”. Inaczej mówiąc – nie postrzeganie żadnego obiektu oznacza nie tylko postrzeganie niesubstancjalnej natury rzeczywistości, ale również postrzeganie ostatecznej czystości całej tej rzeczywistości.
Tak więc prawdziwe znaczenie praktyki „postrzegania z oddali” czy też postrzegania czystości – różni się od tego, fałszywie przedstawionego przez Hezego Shenhuia w swoich atakach na szkołę północną. Heze atakował bowiem tę szkołę za rozróżnianie pomiędzy czystością i nieczystością, i faworyzowanie jednej nad drugą.
Praktyka „postrzegania z oddali” była najwyższą praktyką medytacyjną w północnej szkole. Dlatego też metafora lustra jest najodpowiedniejszym paradygmatem dla tej praktyki. Zdolność lustra do odbijania jest ekwiwalentem natury Buddy lub czystego umysłu. Tak jak słońce świecące wysoko może być przesłonięte przez chmury, tak i umysł może być przesłonięty przez „kurz ułudy”. Jednak zarówno ułudy i elementy fenomenalnej rzeczywistości są naturalnym przedmiotem lustra do odbijania i są one postrzegane jako niesubstancjalne. Tak jak lustro odbija wszelkie obiekty bez przywiązania do nich, tak też działa nasz umysł – automatycznie, spontanicznie, bez tworzenia preferencji czy pragnień. Nie myśli przy tym „stworzyłem odbicie, to odbicie jest moje”.

## Fazy w historii szkoły
1. Bodhidharma, Huike i ich uczniowie.
Wszystko odnoszące się do okresu jest zaledwie szkicowe i niejasne z powodu braku źródeł. Postać Bodhidharmy jest zupełnie niewyraźna, postać Huike widać już nieco wyraźniej. Obie postacie poddano potem intensywnym zabiegom hagiograficznym. „Dwa wejścia” i „cztery praktyki” opisane w tekście Erru sixing lun (Traktat o dwu wejściach i czterech praktykach) określają dwa podstawowe logiczne motywy religinej praktyki dzielonej we wczesnym chanie.
2. Społeczność na Huangmei.
Pomiędzy 624 a 674 rokiem szkoła chan istniała jako mała praktykująca społeczność we względnej izolacji w południowo-środkowych Chinach. Sława tego miejsca była wystarczająca aby zapewnić ciągle rosnącą ilość uczniów. Należy to zawdzięczać osobistej charyzmie Hongrena i sile przyciągania nowego religijnego przesłania chan. Główną cechą tego przesłania był nacisk kładziony na praktykę medytacji. Z tego okresu nie ma żadnych zapisków, z wyjątkiem zredagowanych lub napisanych pod sam koniec VII wieku lub na początku wieku VIII. Dlatego nie można precyzyjnie opisać praktyki na Huangmei.
3. Pobyt Shenxiu w Yuquan si.
Podczas przebywania w tym klasztorze Shenxiu rozwinął podstawy doktryny szkoły północnej. Wtedy powstał zapewne tego tekst Guanxin lun, ważny z powodu użycia w nim „kontemplacyjnych analiz” w celu wykazania pozycji chanu jako najwyższego wyrażenia nauk Buddy oraz interpretacji tradycyjnych buddyjskich tekstów jako wyrażenia nauk o „kontemplacji umysłu”.
4. Kariera Shenxiu i jego bezpośrednich uczniów w Luoyangu i Chang’anie.
Po wielkim wejściu Shenxiu do Luoyangu w 701 roku, zarówno on, jak i jego uczniowie piastowali szereg oficjalnych funkcji na dworze cesarskim. Byli kapłanami w świątyni pałacowej dla członków dworu i „trzymającej moc i władzę” elity, dla których przeprowadzali ceremonie przyjmowania wskazań bodhisattwy i wygłaszali kazania o idealnej postawie prawdziwego buddysty. Byli także agitatorami nowej interpretacji wiary buddyjskiej. Shexiu dla swojej szkoły używał nazwy „nauki Wschodniej Góry”, ale jego uczeń Songshan Puji używał nazwy „szkoła południowa” (co spowodowało atak Hezego).
5. Późna szkoła północna.
Szkoła rozwijała do lat 70. VIII wieku. Członkowie szkoły brali udział w kształtowaniu doktryny do końca VIII wieku. Mnisi tej szkoły byli aktywni w szerzeniu chanu w Tybecie, Korei i Japonii. Podczas słynnej debaty w Tybecie mistrz chan tej szkoły Moheyan (Mahajana) bronił doktryny nagłego oświecenia przed doktryną stopniowego oświecenia propagowanej przez indyjskiego panditę Kamalaśilę. W pewnej mierze wpłynęła ta szkoła na rozwój doktryny buddyjskiej w Japonii, do której w IX wieku dotarło kilka tekstów szkoły.
Właściwie prawie wszyscy uczniowie Puji działali w północnych Chinach. Wyjątkami byli Mingcan i Daoxuan, który przez jakiś czas przebywał w klasztorze Waguan w Jinling. W następnej generacji mistrzów z czternastu, o których zachowały się jakieś biograficzne dane – dziewięciu nauczało na południu (w Nanyue i innych miejscach). Nie było to dla tej szkoły znakiem jakiejś nowej tendencji – wystarczy zauważyć, że szkoła ta czuła się spadkobierczynią tradycji Wschodniej Góry z Huangmei i Jingzhou, czyli z południa Chin.
W Chinach ta tradycja przetrwała do początków X wieku.
6. Próby rewitalizacji
W czasie panowania dynastii Song pojawił się mistrz chan Fadeng Murong, który propagował nauki Północnej szkoły. W czasie panowania dynastii Yuan inny mistrz chan – Zhongshan Guangzhu (1248–1341) był uważany za wybitnego mistrza chan tej szkoły. W czasie panowania cesarza Chenghua (成化; 1464–1487) z Mingów pojawił się mistrz chan Ruiyan Guanglei (1369–1481), a potem jego wnuk dharmiczny – Yu’an Changzhen (zm. 1581), którzy zreaktywowali szkołę. Mistrz Yu’an miał pięciu oświeconych uczniów, którzy sformowali pięć linii przekazu. Był również mistrz chan Wuji Zhenghui, uczeń Tianzhu Manxiu (zm. 1568), który twierdził, że jest spadkobiercą szkoły i w 1602 roku reaktywował klasztor Dumen.

## Uczniowie Hongrena a szkoła północna
Czterech uczniów Hongrena była związanych z naukami szkoły północnej. Shenxiu jest uważany za głównego jej przedstawiciela. Trzech uczniów założyło własne szkoły, których nauczanie było zgodne z naukami szkoły północnej.
- Pierwszą z nich była szkoła, w kręgu której powstał tekst Lengjia shizi ji (pol. Zapiski z przekazu lampy Lanki). Przedstawicielami tej szkoły byli tacy mistrzowie jak Xiangmo Zang, Laoshan Yifu (658-736) i Songshan Puji (675-739).
- Drugą – szkoła wywodząca się z nauk mistrza Luzhou Faru (638–689). Rozkwitła ona na krótko na górze Song i w jej kręgu powstała pierwsza historia chanu Quan fabao ji około 713 r.
- Trzecią – szkoła pochodząca od Lao’ana Hui’ana (582–709). Jej pochodzenie jest niezbyt jasne, być może była to całkowicie samodzielna linia przekazu. Spadkobierca Hui’ana – Huiguang jest autorem dzieła znalezionego w Dunhuangu Tunwu zhenzong lun (O prawdziwym nauczaniu nagłego oświecenia)[19].

## Linia przekazu Dharmy zen
Pierwsza liczba oznacza liczbę pokoleń od Pierwszego Patriarchy chan w Indiach Mahakaśjapy.
Druga liczba oznacza liczbę pokoleń od Pierwszego Patriarchy chan w Chinach Bodhidharmy.
Trzecia liczba oznacza początek nowej linii przekazu w innym kraju.
- 28/1. Bodhidharma (zm. 543?)
  - 29/2. Dazu Huike (487–594)
    - 30/3. Jianzhi Sengcan (zm. 606)
      - 31/4. Dayi Daoxin (579–651)
        - 32/5. Niutou Farong (594–657) szkoła niutou
        - 32/5/1. Pŏmnang Korea – wprowadzenie chanu (kor. sŏn)
        - 32/5. Daman Hongren (601–674)
          - 33/6. Yuquan Shenxiu (605–706) (także Datong) północna szkoła chan
            - 34/7. Shouzhou Daoshu
            - 34/7. Yushan Huifu
            - 34/7. Songshan Jingxian (660–723)
            - 34/7. Laoshan Yifu (658–736)
              - 35/8. Huiyun

            - 34/7. Xiangmo Zang
            - 34/7. Jingxian
            - 34/7. Jiangma Zang
              - 35/8. Moheyan Tybet

            - 34/7. Songshan Puji (651–739)
              - 35/8. Hongzheng (zm. ok. 760)
              - 35/8. Yi Xing (685–727)
              - 35/8. Lingzhuo (691–746)
              - 35/8. Nanyue Mingcan
              - 35/8/1. Taejo Chigong (703–779) Korea
              - 35/8. Dingzhou Shizang (714–810) wspomniany w przypadku 75 z Biyan lu
                - 36/9/1. Sinhaeng (704–779) Korea

              - 35/8. Daoxuan (702–760)
                - 36/9/1. Gyōhyō (722–797) Japonia
                  - 37/10/2. Dengyō Daishi (Saichō) (767–822) (założyciel szkoły tendai w Japonii)